# Sicalis lutea
A Sicalis lutea a madarak osztályának verébalakúak (Passeriformes) rendjébe és a tangarafélék (Thraupidae) családjába tartozó faj.

## Rendszerezése
A fajt Alcide d’Orbigny és Frédéric de Lafresnaye írták le 1837-ben, az Emberiza nembe Emberiza lutea néven.

## Előfordulása
Az Andok-hegységben, Argentína, Bolívia és Peru területén honos. Természetes élőhelyei a szubtrópusi és trópusi magaslati füves puszták és cserjések. Állandó nem vonuló faj.

## Megjelenése
Testhossza 14 centiméter, testtömege 14-17 gramm.

## Természetvédelmi helyzete
Az elterjedési területe nagy, egyedszáma pedig stabil. A Természetvédelmi Világszövetség Vörös listáján nem fenyegetett fajként szerepel.